# Simontelke
Simontelke (románul Simionești, korábban Șimontelche, németül Seimersdorf az erdélyi szász nyelven Seimesdref) település Romániában, Beszterce-Naszód megyében.

## Fekvése
Besztercétől 10 km-re délre, Malomárka, Alsóbudak, Szászbudak és Bilak közt fekvő település.

## Története
1215-ben villa Simonis néven említették először.
További névváltozatai: 1318-ban t. Symonteluke ... iuxta t-m
Bodaht, 1319-ben p. Simonteluke, 1587-ben Simontelke, 1760–1762 között Simon, 1808-ban Simontelke h., 1854-ben Simontelke, Simonsdorf g., Simontelniku val, 1888-ban Simontelke (Seimesdorf, Simontelnicu, Simontyelek), 1913-ban Simontelke.
1323-ban Ipoch fia András magister birtoka volt, akitől Károly Róbert király elkobozta, majd a Kacsics nemzetségből való Simon fia Mihálynak, illetve unokaöccsének: Szécsényi Tamás erdélyi vajdának adta (Gy2: 86). Utóbb a sajói uradalom tartozéka lett.
A középkorban magyar lakossága volt, mely a reformáció idején felvette a református vallást. 1621-ben még a reformátusoknak saját templomuk volt, azonban az 1658-as tatárjárást követően a hívek száma annyira megfogyatkozott, hogy a következő évszázad közepén azt jegyezték fel református lelkészéről Georg Fabritiusról, hogy "lelkészkedik hallgatók nélkül". Az ő 1754-ben bekövetkezett halálával a református egyházközség is megszűnt. A magyar lakosság pótlására román jobbágyok költöztek be.
A trianoni békeszerződésig Beszterce-Naszód megye Besenyői járásához tartozott.

## Lakossága
1910-ben 406 lakosa volt, ebből 397 román, 7 magyar és 2 német.
2002-ben 217 lakosából 215 román és 2 magyar volt.